# مانويل ماسييل
مانويل ماسييل (بالإسبانية: Manuel Maciel)‏ هو مدرب كرة قدم ولاعب كرة قدم باراغواياني في مركز الهجوم، ولد في 12 فبراير 1984 في San Miguel, Paraguay ‏ في باراغواي. شارك مع منتخب باراغواي لكرة القدم. أما مع النوادي، فقد لعب مع أرتورو فرنانديز فيال وأوليمبيا أسونسيون وديبورتيس توليما وسبورتيفو لوكوينو ونادي تولوكا ونادي ليبرتاد.

## وصلات خارجية
- مانويل ماسييل على موقع قاعدة بيانات كرة القدم.إي يو (الإنجليزية)
- مانويل ماسييل على موقع ناشيونال فوتبول تيمز (الإنجليزية)
- مانويل ماسييل على موقع Soccerway.com (الإنجليزية)